# Aleksandr Gorski
Aleksandr Gorski (6 de agosto de 1871-20 de octubre de 1924), bailarín y coreógrafo de ballet ruso, contemporáneo de Marius Petipa, es conocido por volver a representar los ballets clásicos de Petipa como El lago de los cisnes, Don Quijote y El cascanueces. Gorski “buscó un mayor naturalismo, realismo y caracterización” en el ballet. Valoraba las habilidades de actuación sobre la técnica de bravura (una exhibición llamativa de habilidades como muchos giros o saltos altos). Sus interpretaciones de ballets a menudo eran controvertidas y a menudo usaba artistas fuera del mundo de la danza para crear escenarios y disfraces.

## Infancia
Gorski nació el 6 de agosto de 1871 en las afueras de San Petersburgo, Rusia. Cuando cumplió ocho años, sus padres esperaban enviarlo a la Escuela de Comercio y a su hermana a la Escuela Imperial de Ballet, ambas en San Petersburgo. Después de ser aceptado en la Escuela de Comercio, acompañó a su hermana a la Escuela Imperial de Ballet. Los funcionarios de la escuela insistieron en que él también fuera estudiante allí, al igual que su hermana. Sus padres aceptaron y Aleksandr se convirtió en alumno de la Imperial Ballet School.

## Carrera
Gorski fue alumno de Platón Karsavin (padre de Tamara Karsávina), Nikolái Vólkov y Marius Petipa. Después de graduarse de la escuela de ballet, se unió a la compañía y ascendió de rango de cuerpo de baile, corifeo (un bailarín que actúa en pequeños conjuntos), a bailarín solista. Bailó papeles en La fille mal gardée, La flauta mágica y Le Réveil de Flore.
En 1895, desarrolló una amistad con Vladímir Stepánov que estaba creando un sistema de notación de danza. Tras la muerte de Stepánov, Gorski perfeccionó el sistema y más tarde fue designado para enseñarlo a los estudiantes de la Escuela Imperial de Ballet. El sistema de Stepánov fue utilizado por el Ballet Imperial para documentar gran parte del repertorio de la compañía. Hoy este caché de notación está incluido en la Colección Sergeyev.
En 1900, fue nominado para ser primer bailarín del Teatro Imperial de San Petersburgo, solo para ser trasladado al Ballet del Teatro Imperial Bolshói de Moscú como director ocho días después. Lo que estaba destinado a ser un movimiento temporal se convirtió en permanente. La escuela estaba creando muchos estudiantes talentosos, pero la empresa estaba en declive. Gorski fue nombrado Primer maestro de ballet del Teatro Imperial Bolshói. En su enseñanza utilizó “movimientos de danza libres en contraste con las formas académicas y congeladas” del estilo de ballet clásico anterior. Se inspiró en Isadora Duncan, que era famosa por rechazar el ballet y creía que la danza debería ser una expresión natural del alma. También se inspiró en el sistema de Konstantín Stanislavski de actuación.

## Coreografía
Coreografió, reorganizó y repuso muchos ballets. Creó muchos de sus propios ballets, pero fue su reposición de los ballets de Marius Petipa los que se hicieron más conocidos. Algunos dicen que allanó el camino para el trabajo de Michel Fokine. Algunos de los ballets de Gorsky fueron La hija de Gudule (ru: Дочь Гудулы) (una revisión de  La Esmeralda), Salammbo, Estudios, Dances of the Nations, Eunice and Petronius, y Love is Quick.
Del repertorio clásico del Teatro Bolshoi, repuso la versión de Petipa/Ivanov de La Fille mal gardée por primera vez en 1903 (la versión de Gorsky se convertiría en la base de casi todas las producciones representadas en Rusia y Occidente durante décadas), el reposición de Petipa/Ivanov de El lago de los cisnes en 1901, Don Quijote de Petipa en 1900, La bayadera (con Vasily Tikhomirov) en 1904 y Raymonda en 1905. También revisó El cascanueces y la reposición de Petipa de El caballito jorobado de Arthur Saint-Léon en 1901.

### Don Quijote
Representó su reposición de Don Quijote en 1900 con partes musicales del compositor francés Antoine Simon, una versión que realizó para el Ballet Imperial en 1902. La producción de Gorsky sirvió como base para casi todas las producciones que se representaron a partir de entonces.
El mayor cambio que hizo a la coreografía de Petipa fue la acción del cuerpo de baile. En lugar de ser un fondo en movimiento como suele ser, se convirtieron en una parte importante del drama. Trabajaron por el escenario rompiendo la simetría y las líneas típicas de Petipa. Su movimiento era a menudo culturalmente relevante, lúdico y realista de un grupo de personas. Algunos fanáticos del ballet pensaron que la nueva versión era una obra maestra y corrieron a Moscú para verla. Otros, como Alexandre Benois, pensaron que era un lío “típico de las actuaciones de aficionados”. Sin embargo, “el ritmo dinámico y tormentoso y la alegría fácil y alegre de Don Quijote, tal como lo conocemos hoy, se deben en gran parte a Gorsky”.

### El lago de los cisnes
Para 1920, Gorsky había realizado varias versiones de El lago de los cisnes. El lago de los cisnes se había cambiado muchas veces y era considerablemente diferente de la versión del Ballet de San Petersburgo de Petipa e Ivanov. Rehízo el vals de los campesinos del primer acto, añadió bailes de personajes, cambió las líneas geométricas rectas de Petipa y terminó el primer acto con los bailarines portando antorchas. El segundo acto también se cambió para que fuera más dramático. Los cisnes corrían en círculos y en bandadas confusas, de una manera que los críticos contemporáneos encontraron intolerable.

### El cascanueces
La obra fue revisada por Gorski en 1919. Fue él quien primero pensó en convertir las escenas de fantasía de El cascanueces en un sueño del que Clara despierta al final. En el ballet original y en la historia en la que se basa, realmente ocurren. También cambió la historia para que los roles de Clara y el Cascanueces/Príncipe fueran bailados por adultos, en lugar de niños, haciendo así que la relación entre los dos personajes fuera un romance en lugar de una simple amistad. Usualmente Vasili Vainonen recibe todo el crédito por estos cambios, pero fue Gorski quien primero pensó en ellos.